# Herher, Vayots Dzor
Herher là một đô thị thuộc tỉnh Vayots Dzor, Armenia. Dân số ước tính năm 2011 là 857 người.